# Walter Douglas La Mont
Walter Douglas La Mont (* 26. Januar 1889 in Niagara Falls; † 19. Januar 1942 in New York) war ein amerikanischer Pilot, Marine-Ingenieur und Erfinder.

## Biografie
La Mont wurde 1889 geboren, machte 1905 seinen Abschluss an der High School in Niagara Falls und wurde 1910 an der United States Naval Academy in Annapolis graduiert. Während seiner Studienzeit an der Academy zeichnete er sich im Besonderen bei Turn- und Fechtwettkämpfen aus. Nach seinem Abschluss kommandierte er 1912 den Torpedobootszerstörer USS Craven. Anschließend gehörte er zu den frühen Piloten der US Navy und war an mehreren Einsätzen beteiligt. So war er einer von den vier Piloten, die 1914 an der Besetzung von Vera Cruz teilgenommen haben. 1916 wurde er als Kommandant des Kanonenboots USS Petrel an die US Marinebasis Guantanamo versetzt, wo er auch den Ersten Weltkrieg verbrachte und mit dem Kriegseintritt der USA an der Abriegelung des Hafens von Santiago beteiligt war. Zwei Jahre später wurde er als Dozent wieder an die Naval Academy in Annapolis berufen. Anschließend war er u. a. in China und auf den Philippinen stationiert. 1924 beendete er seine Marinelaufbahn als Lieutenant Commander auf einem Kanonenboot. Unterstützt durch Investoren aus der Politik und Wirtschaft, u. a. auch durch eine Tochtergesellschaft der Leipziger Kammgarnspinnerei Stöhr, gründete er in New York die La Mont Corporation zur Entwicklung und Konstruktion von Dampfkesseln. Er starb am 19. Januar 1942 infolge eines Herzinfarkts und wurde mit militärischen Ehren auf dem Nationalfriedhof Arlington begraben.
La Mont gehörte zu einer alteingesessenen Familie von Niagara Falls. Er war der Sohn von Walter Liewellyn La Mont und Mary Hulett La Mont. Sein Großvater George D. La Mont wurde 1865 Richter für den 8. Gerichtsbezirk am Supreme Court des Bundesstaates New York. Mütterlicherseits gehörte Walter E. Hulett, der dem ersten Verwaltungsrat von Niagara Falls angehörte, und Theodore G. Hulett, der am Bau der Niagara Falls Suspension Bridge maßgeblich beteiligt war, zu seiner Familie. Er selbst heiratete am 19. April 1916 Katharyne May Filkins. Beide hatten drei Kinder, einen Sohn Walter John La Mont (* 1924), eine Tochter Sally La Mont (* 4. August 1917), das dritte ist früh an den Folgen eines Verkehrsunfalls verstorben.

## Forschungstätigkeit und der La-Mont-Kessel
La Mont war zeitweise an der United States Naval Academy als Dozent tätig und arbeitete in der Versuchsanstalt der Marineakademie an der Entwicklung neuer Kesseltypen für die US Navy. In diesem Zusammenhang optimierte er das 1856 durch Martin Benson entwickelte Zwangsumlaufprinzip und meldete es 1918 zum Patent an. Seine Erfindung nutzte den pumpengetriebenen Zwangsumlauf um Kesselspeisewasser von oben in senkrecht stehende Heizflächen einzudüsen und so eine Ringströmung innerhalb der Heizflächenrohre zu erzeugen. Auf diese Art konnten seine Dampferzeuger mit geringeren Rohrdurchmessern konstruiert und mit weniger Speisewasser betrieben werden, wodurch ihr Gesamtgewicht deutlich reduziert wurde. La Mont selbst sah den Einsatz dieser Kessel in der Luftfahrt vor (vgl. Besler-Flugzeug). Bald vergab die New Yorker La Mont Corporation Lizenzen nach Europa, so dass der Kesseltyp 1930 in Lizenz in Europa gebaut wurde.
Als deutscher Lizenznehmer der US-Gesellschaft wurde 1929 die „Gesellschaft für La Mont Kessel und Kraftwirtschaft m.b.H.“ in Berlin gegründet, hier entstanden die Konstruktionen für Schiffshauptkessel aber auch für Abgaskessel, die den Hauptdieselmotoren zur Abwärmenutzung nachgeschaltet wurden. Auf Veranlassung des Oberkommandos der Kriegsmarine wurden in den 1930er-Jahren vergleichende Studien des La-Mont-Kessel mit den sog. Wagner-Kesseln (siehe Naturumlaufkessel), mit den Benson-Kesseln (siehe hierzu: Zwangdurchlaufkessel) und Velox-Kesseln durchgeführt. Und obwohl noch einige Schiffe der Admiral-Hipper-Klasse und die beiden nicht vollendeten Flugzeugträger Graf Zeppelin und Flugzeugträger B mit La-Mont-Kessel ausgestattet wurden, bevorzugte die Kriegsmarine ab 1940 fast ausschließlich den Wagner-Kessel wegen seiner einfacheren Konstruktion, leichteren Bedienung und besseren Wartungsmöglichkeiten.
Während das deutsche Lizenzunternehmen ein internationales Unternehmensnetzwerk schuf, entwickelte sich das Geschäft der La Mont Corporation auf dem Amerikanischen Markt nur sehr zaghaft. Nach der Errichtung des ersten La Mont-Kessels für die Consolidated Gas Corporation in Boston gingen keine weiteren Aufträge ein und die Aufnahme von Geschäftsbeziehungen zu anderen Kesselbauunternehmen schlugen lange Zeit fehl, so dass erst ab 1938 La Mont-Kessel in Lizenz für den amerikanischen Kontinent durch die Combustion Engineering Corporation gefertigt wurden. Konflikte innerhalb der Geschäftsführung haben jedoch schon 1933 dazu geführt, dass La Mont aus dem Unternehmen ausgeschieden ist. Im gleichen Jahr wurde La Mont aufgefordert seinen Kesseltyp für die Einsatz in den Kriegsschiffen der US Navy in den Naval Boiler Laboratories in Philadelphia zu erproben. Als nach über 3 Jahren nur ein provisorischer Dampferzeuger ohne zufriedenstellende Leistung vorgelegt wurde und patentrechtliche Auseinandersetzungen zwischen La Mont und der New Yorker La Mont Corporation begannen, beschloss die US Navy 1937 weitere Untersuchungen des Kesseltyps abzubrechen. Nach einer Eingabe seitens La Monts und diversen Presseberichten wurde der Einsatz seines Kessels nochmals 1940 im Vorfeld des Two-Ocean Navy Act vor dem Marineausschuss des US-Senates und des US-Kongresses ohne konkretes Ergebnis besprochen.

## Heutige Anwendung im maritimen Bereich
1983 ging aus der Berliner Gesellschaft die „La Mont-Kessel GmbH & Co. KG“ hervor, die sich vorwiegend mit der Konstruktion von Landkesseln beschäftigt. In der deutschen Handelsmarine hat der Dieselmotorantrieb die Dampfturbinen beim Neubau von Schiffen verdrängt. Bei der deutschen Bundesmarine und späteren deutschen Marine ist der Dampfantrieb den kombinierten Antrieben bestehend aus Dieselmotoren für die Marschfahrt und Gasturbinen für hohe Geschwindigkeiten gewichen. In der Handelsschifffahrt wird der La-Mont-Kessel im Bereich der Abgaskessel nach wie vor eingesetzt.